# クーズー
クーズー（学名：Tragelaphus strepsiceros）は、鯨偶蹄目ウシ科ブッシュバック属に分類される鯨偶蹄類。原語発音により近いクードゥー（koodoo）やクドゥ (kudu) との表記もみられる。

## 分布
T. s. strepsiceros　ケープクーズー
アンゴラ、ザンビア、ジンバブエ、南アフリカ共和国
T. s. bea　ケニアクーズー
ケニア、タンザニア、モザンビーク、マラウイ
T. s. chora　スーダンクーズー
エチオピア、スーダン東部、ソマリア
T. s. cottoni　チャドクーズー
チャド、中央アフリカ共和国

## 形態
体長オス190-250センチメートル、メス190-220センチメートル。尾長37-48センチメートル。肩高オス130-150センチメートル、メス120-140センチメートル。体重オス190-315キログラム、メス180-215キログラム。また頸部から背にかけて鬣状の体毛が伸長する。眼の間に三日月状、頬に2-3個の白い斑紋が入る。胴体に白い横縞が入る。
オスは2回半捻れた角がある（角があるメスもまれにいる）。角長100-180センチメートル。また喉から頸部にかけて房状の体毛が伸長する。
T. s. strepsiceros　ケープクーズー
最大亜種。オスの胴体の毛衣は暗灰褐色で、白い横縞は9-10本。
T. s. bea　ケニアクーズー
胴体の毛衣は明褐色で、白い横縞は6-8本。
T. s. chora　スーダンクーズー
胴体の毛衣は暗く、白い横縞は4-5本（不明瞭な横縞を含めると7-8になる個体もいる）。
T. s. cottoni　チャドクーズー
胴体の毛衣は淡褐色。

## 生態
主に丘陵や山地にある石が多い藪地、疎林に生息するが、平地にも生息する。ペアもしくは小規模な群れを形成し生活する。

## 人間との関係

ジンバブエ国章
2頭のクーズーが描かれている

革はバッグなどに、角は楽器の材料などに使われ、ユダヤの角笛ショファルの主な原材料として用いられる（クーズー以外の角でもショファルの原材料になることはある）。南アフリカのサッカーファンが応援に吹き鳴らすことで有名になったブブゼラは、クーズーの角笛が起源とも言われている。現地では肉を食用にもするため、それらを目的にした密猟者が後を絶たない。
ジンバブエの国章のデザインには、2頭のクーズーが用いられている。2010 FIFAワールドカップ南アフリカ大会の記念コインにも、開催都市であるムプマランガ州の象徴としてクーズーが描かれている。
アメリカの刃物メーカー、コールドスチール（coldsteel）社の発売している折り畳みナイフの一つには、「Kudu」の商品名がつけられている。
アフリカでは極端に珍しい動物というわけではないが、日本の動物園では1頭も飼育されていないために、日本では知る人は少ない。

## ギャラリー

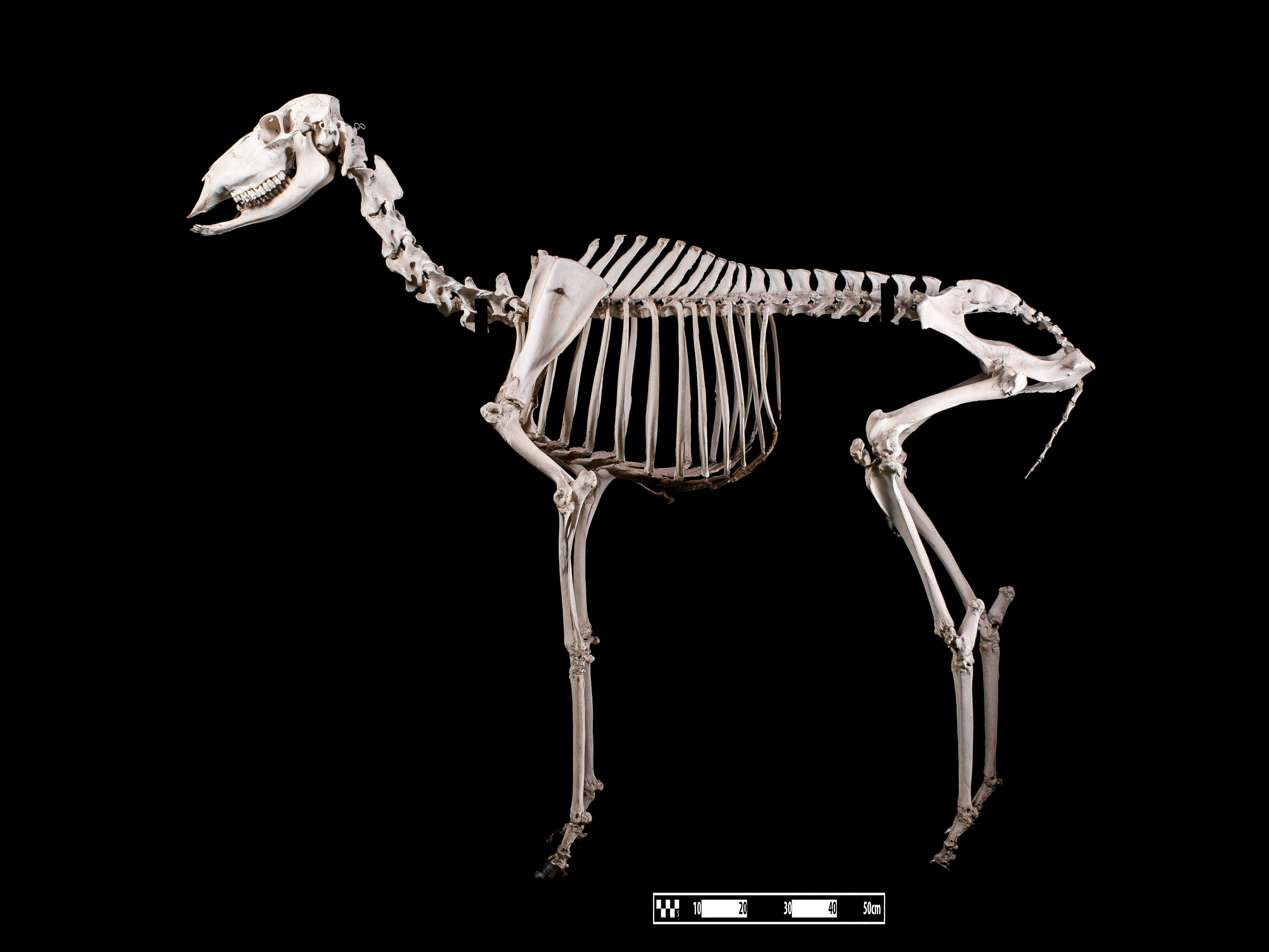
骨格